# Atletik under sommer-OL 2016 - 4×400 meter stafetløb (herrer)
Mændenes 4×400 meter stafetløb ved sommer-OL 2016 i Rio de Janeiro fandt sted på Estádio Olímpico João Havelange i perioden 19.–20. august 2016.